# Simon and Garfunkel
Simon and Garfunkel — американський дует, утворений 1957 року під назвою Tom & Jerry. До складу дуету ввійшли: Пол Саймон (Paul Simon) — вокал, гітара та Арт Гарфанкел (Art Garfunkel, 5.11.1941, Форест Хілл, Нью-Йорк, США) — вокал, гітара.

## Творчий шлях
У 1957–1958 роках на початку своєї кар'єри, перебуваючи під впливом творчості Everly Brothers, Саймон та Гарфанкел під псевдонімами Джеррі Лендіс (Jerry Landis) та Том Граф (Tom Graph) записали сингл «Hey Schoolgirl», для фірми «Big Records», який став досить великим хітом. Незабаром Гарфанкел повернувся до коледжу, а Саймон став виступати як соло-виконавець.
1964 року вони знову зібрались разом і записали альбом «Wednesday Morning, 3 A.M.», до якого увійшла акустична композиція «The Sound of Silence». Однак цей альбом, як і перші виступи дуету Simon & Garfunkel у нью-йоркських клубах «Folk City» та «Gaslight», був зустрінутий дуже прохолодно. Незадоволений Саймон вирушив до Британії, де якраз розпочався бум фолк-року, і знову почав виступати та записуватись без партнера. Тим часом продюсер з фірми «Columbia» Том Вілсон вирішив видати нову версію балади «The Sound Of Silence», додавши партії електрогітари та ритм-секції. Наприкінці 1965 року ця пісня стала хітом номер один у США, а Саймон та Гарфанкел відновили роботу в дуеті.
На початку 1966 року з'явився їх черговий, і цього разу гарно прийнятий лонгплей «The Sound Of Silence», а композиції «Homeward Bound» та «І Am A Rock», що входили до альбому, стали великими хітами по обидва боки Атлантики. Simon & Garfunkel завдяки своїм творам з суспільною тематикою здобули велике визнання, а особливо у студентському середовищі, їх черговий сингл «the Dangling Conversation» став майже найсмішливішим творінням дуету, стосовно тексту, тому не дивно, що цей твір не потрапив до Тор 20. Також не меншою ознакою артистичної відваги дуету був записаний через рік лонгплей «Parsley, Sage, Rosemary & Thyme», на якому вони запропонували різноманітні за настроєм композиції, від серйозної «For Emily, Whenever І May Find Her» до безтурботної повної життя «59th Street Bridge Song (Feelin' Groovy)».
1968 року, після виходу двох непоганих, але які мляво продавались, синглів «At The Zoo» та «Fakin* It», Simon & Garfunkel записали музику до фільму Майка Ніколаса «Випускник». Найкращим хітом з цієї звукової доріжки стала пісня «Mrs. Robinson», яка принесла дуету всесвітню славу. Того ж року з'явився черговий альбом «Bookends», до якого ввійшли такі відомі композиції, як «Save The Life Of My Child», «America» та «Old Friends».
1969 року вийшов максі-сингл «The Boxer», який здобув великий комерційний успіх по обидва боки океану. Цей класичний сьогодні твір, також з'явився на найуспішнішому альбомі дуету «Bridge Over Troubled Water» (ця платівка протрималась у британському чарті триста три тижня). Заглавний твір з цього альбому, який вирізнявся оригінальним аранжуванням і чудовим ритмом, відразу став великим хітом. Натомність у чудових переробках різних стандартів — «Keep The Customer Satisfied», «Cecilia» та «El Cóndor Pasa» — відчувався вплив музики госпел. Однак у той час, коли альбом окупував вершини чартів, непорозуміння між членами дуету призвели 1969 року до його розпаду.
Надалі Саймон на Гарфанкел тільки спорадично виступали та записувались разом. 1972 року вийшла їх компіляція «Greatest Hits», до якої ввійшли чотири неопубліковані раніше записи у концертній версії. Того ж самого року Simon & Garfunkel виступили на концерті, що був частиною президентської кампанії сенатора Джорджа Макговерна. Наступного разу дует з'явився у жовтні 1975 року у телевізійній програмі «Saturday Night Live», а через два місяці їх композиція «My Little Town» потрапила на топ-аркуші. 1977 року вони знову виступили разом у Лондоні під час церемонії вручення їм нагороди «Britannia Music Awards».
19 вересня 1981 року дует виступив перед 400-тисячною аудиторією у нью-йоркському «Центральному Парку». Записаний тоді матеріал пізніше потрапив до альбому-бестселера «The Concert In Central Park». Надалі був довгий концертний тур 1981–1983 років Америкою та Європою, який закінчився черговим непорозумінням між музикантами, хоча вони дещо записали у студії, але цей матеріал з'явився на сольному альбомі Пола Саймона «Hearts & Bones» 1983 року.
1990 року обидва виконавці були введені до «Пантеону Слави» рок-н-ролу, що стало гарним приводом до спільного виступу. Наступні поодинокі концерти відбулись у травні 1992 та у березні 1993 років, а у жовтні 1993 року Саймон та Гарфанкел вирушили в американське турне.

## Дискографія
- 1964 — Wednesday Morning, 3 A.M.
- 1966 — The Sounds Of Silence
- 1966 — Parsley, Sage, Rosemary & Thyme
- 1968 — The Graduate
- 1968 — Bookends
- 1970 — Bridge Over Troubled Water
- 1972 — Greatest Hits
- 1981 — The Simon & Garfunkel Collection
- 1982 — The Concert In Central Park
- 1991 — The Definitive Simon & Garfunkel

| Валторна | Це незавершена стаття про музичний колектив. Ви можете допомогти проєкту, виправивши або дописавши її. |